# Louis-Claude Fillion
Pour les articles homonymes, voir Fillion.
Louis-Claude Fillion (25 juin 1843 à Saint-Bonnet-de-Joux dans le département de Saône-et-Loire en France - 12 octobre 1927 à Issy en France) était un professeur d'Écriture sainte et d'hébreu et un exégète français.

## Biographie
Ordonné prêtre en 1867, admis dans la Compagnie de Saint-Sulpice, il fut professeur d'Écriture sainte et d'hébreu au grand séminaire de Reims de 1871 à 1874, et au grand séminaire de Lyon, de 1874 à 1893. Au mois d'octobre 1893, il fut nommé à l'Institut catholique de Paris où il occupa la chaire d'exégèse et d'Écriture sainte où il succéda à Alfred Loisy qu'il mit en cause à plusieurs reprises. Dix ans plus tard, il fut nommé membre de la Commission biblique pontificale.

## Ses principaux ouvrages
- L'Évangile selon saint Mathieu. Introduction critique et commentaires (1878)
- L'Évangile selon saint Marc. Introduction critique et commentaires (1879)
- L'Évangile selon saint Luc. Introduction critique et commentaires (1882)
- L'Évangile selon saint Jean. Introduction critique et commentaires (1886)
- Atlas archéologique de la Bible (1883)
- La Sainte Bible commentée d'après la Vulgate (8 volumes, 1888-1895; en ligne sur Monastère du Magnificat des Apôtres de l'amour infini)
- Les miracles de Notre-Seigneur Jésus-Christ (2 vol., 1909-1910)
- Vie de Notre-Seigneur Jésus-Christ (3 vol., 1922, 2011), prix Juteau-Duvigneaux de l’Académie française en 1923
- Histoire d’Israël Peuple de Dieu d’après la Bible, les Anciennes Traditions et les Découvertes Modernes. Tome Premier. De la Création du Monde à la Mort de David. Tome II. De la Mort de David à la Fin de la Captivité. Tome III. De la Fin de la captivité de Babylone à la Ruine de l’État Juif.(Librairie Letouzey, 1927-1928)

## Source
- Roman d'Amat, Dictionnaire de biographie français, Paris, Letouzey et Ané, 1975, vol. 13, p. 1354-1355.